# 佐治輝久
佐治 輝久（さじ てるひさ、1936年 - ）は、日本の編集者である。少女漫画雑誌『ぶ〜け』の創刊編集長であったことで知られる。

## 人物・来歴
1959年（昭和34年）、集英社に入社、少女向け月刊誌『少女ブック』に配属される。最初の担当作家は木村光久、担当作品は木村の「まつばちゃん」（1959年）であった。同誌は1963年（昭和38年）に休刊となった。
1968年（昭和43年）、『りぼん』編集部在籍時に、「雪のセレナーデ」で第1回「りぼん新人漫画賞」に準入選した女子高生作家・一条ゆかりをデビューさせ、最初の担当となる。
1978年（昭和53年）、初めてのA5判少女漫画月刊誌『ぶ〜け』を創刊し、同誌の編集長に就任する。
1989年（平成元年）、5月号を最後に『ぶ〜け』編集長を退任する。
1997年（平成9年）9月、集英社を定年退職した。

## 関連事項
- 木村光久
- 一条ゆかり
- ぶ〜け

## 註
1. ↑  「木村光久」の項の記述を参照。